# رينا تاكيدا (لاعبة هوكي الجليد)
رينا تاكيدا هي لاعبة هوكي الجليد يابانية، ولدت في 16 يناير 1993.